# Герб Лагуша
Ге́рб Ла́гуша — офіційний символ міста Лагуш, Португалія. Використовується як територіальний герб. У синьому щиті золота мурована стіна з двома вежами, чорними вікнами і брамою по центру. Під нею море у вигляді п'яти позмінних зелених і срібних хвилястих смуг. У главі щита герб інфанта Енріке Мореплавця. Щит увінчує срібна мурована міська корона з п'ятьма вежами.  Під щитом біла стрічка, на якій великими літерами напис португальською: «Lagos» (Лагуш).  Офіційно затверджений 24 серпня 1967 року.  

## Галерея

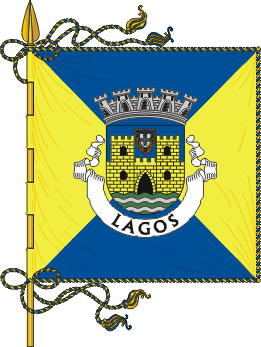
Прапор